# Кристин Мекви
Кристин Ен Мекви (рођ. Перфект; 12. јул 1943 — 30. новембар 2022) била је енглеска музичарка и певачица. Била је клавијатуристкиња и једна од певачица Флитвуд Мека.
Мекви је била члан неколико бендова, посебно Чикен Шек, на британској блуз сцени средином 60-их година. Прво је почела да ради са Флитвуд Меком као сесијска музичарка 1968. године, пре него што се званично придружила бенду две године касније. Њене прве композиције са Флитвуд Меком појавиле су се на њиховом петом албуму. Остала је у бенду кроз многе промене састава, пишући песме и изводећи главне вокале пре него што се делимично повукла 1998. године. Мекви је такође објавила три соло студијска албума и снимила дуетски албум са колегом из бенда, Линдзијем Бакингемом.
Као члан Флитвуд Мека, Кристин је примљена у Дворану славних рокенрола и 1998. године добила је Брит награду за изузетан допринос музици. Исте године, након скоро 30 година са Флитвуд Меком, напустила је бенд, издавши соло албум 2004. године. Појавила се на бини са Флитвуд Меком у О2 Арени у Лондону у септембру 2013. и поново се придружила бенду 2014. године.
Кристин је добила награду Ivor Novello за животно дело од Британске академије текстописаца, композитора и аутора 2014. године. Такође је била добитница две Греми награде.

## Рани живот
Кристин Ен Перфект је рођена 12. јула 1943. у селу Гринод, у области Фернес у Ланкаширу. Одрасла је у области Бервуд у Сметвику близу Бирмингема. Њен отац био је концертни виолиниста и предавач музике на Педагошком колеџу Светог Петра у Салтлију, у Бирмингему, и предавао је виолину у Гимназији Светог Филипа у Бирмингему. Њена мајка била је медијум, видовњак и исцелитељ. Кристинин деда је био оргуљаш у Вестминстерској опатији.
Кристин се сусрела са клавиром када је имала четири године, али није озбиљно проучавала музику све до 11. године. Наставила је да изучава класични клавир све до своје 15. године, али је преусмерила свој музички фокус на рокенрол.

## Каријера

### Рана музика
Кристин је пет година студирала вајарство у уметничкој школи у Бирмингему са циљем да постане професорка уметности, а док је била у уметничкој школи, упознала је нове музичаре на британској блуз сцени. Њено упознавање са извођењем музике дошло је када је упознала гитаристу Стена Веба и басисту Ендија Силвестера, који су били у бенду под називом Sounds of Blue. Знајући да Кристин има музички таленат, позвали су је да им се придружи. У време када је Кристин завршила уметнички колеџ, Sounds of Blue су прекинули са радом. Није имала довољно новца да покрене своју каријеру и преселила се у Лондон, где је кратко радила у робној кући.

### Чикен Шек
Године 1967. Кристин је чула да Силвестер и Веб формирају блуз бенд, који ће се звати Чикен Шек (енг. Chicken Shack), и да траже пијанисту. Контактирала их је и била је позвана да се придружи бенду као пијанисткиња, клавијатуристкиња и пратећи вокал. Дебитантско издање Чикен Шека била је песма  „It’s Okay With Me Baby", коју је написала и певала Кристин. Са бендом је снимила два студијска албума. Кристин је добила награду Melody Maker за најбољу женску певачицу у Великој Британији 1969. и поново 1970. године. Напустила је Чикен Шек 1969. године, након што се годину дана раније удала за басисту Флитвуд Мека Џона Меквија.

### Флитвуд Мек
Кристин је била обожаватељка Флитвуд Мека и док је била на турнеји са Чикен Шеком два бенда су се често сретала. Оба бенда су потписала уговор са издавачком кућом Blue Horizon, а Кристин је свирала клавир као сесијска музичарка на песмама Питера Грина на другом студијском албуму Флитвуд Мека. Охрабрена да настави каријеру, снимила је дебитантски соло студијски албум, Christine Perfect, који је касније поново издат као The Legendary Christine Perfect Album. Позвана је да се придружи Флитвуд Меку као клавијатуристкиња 1970. године након одласка оснивача Питера Грина, пошто је већ учествовала са клавиром и пратећим вокалима. Бенд се борио да се снађе без Грина и био им је потребан још један музичар да обогати њихов звук. 
Кристин је постала саставни члан Флитвуд Мека као клавијатуристкиња, текстописац и женски вокал. Први студијски албум на којем је Кристин свирала као пуноправни члан бенда је Future Games 1971. године. Ово је уједно био и први албум на којем је радила са америчким гитаристом и текстописцем Бобом Велчом, који је заменио члана оснивача Џеремија Спенсера.
Кристин се са остатком Флитвуд Мека преселила у Калифорнију 1974. где је Велч отишао након последњег албума Heroes are Hard to Find, а Стиви Никс и Линдзи Бакингем из Бакингем Никса су се придружили бенду. Постава је сада садржавала две главне вокалисткиње које су такође писале песме. Кристин се одмах зближила са Стиви и ове две жене су откриле да им се гласови одлично поклапају. Кристин је написала и отпевала четири песме на првом студијском албуму нове поставе, Fleetwood Mac (1975): „Warm Ways”, „Over My Head”, „Can You Love Me” и „Sugar Daddy”. Албум је произвео неколико хит песама, а Кристинине песме „Over My Head" и „Can You Love Me" су доспеле на Билборд топ-20 синглова.
Године 1977. изашао је један од најзначајнијих албума Флитвуд Мека, албум Rumours. Кристинин највећи хит са албума била је „Don't Stop", која је била чак пета на топ-листама.
До краја турнеје Rumours, Меквијеви су се развели. Кристин је имала хит у топ 20 у САД са песмом  „Think About Me" са двоструког студијског албума Tusk из 1979. године, који се није достигао успех албума Rumours. Након турнеје Tusk, бенд се раздвојио, а поново се окупио 1981. како би снимио студијски албум Mirage. Албум Mirage, објављен 1982. године, вратио је бенд на врх америчких топ-листа и садржао хит „Hold Me", чији је коаутор била Кристин. Инспирација за песму била је њена веза са бубњаром Бич Бојса Денисом Вилсоном.
Кристин се поново придружила Флитвуд Меку 1987. да би снимила студијски албум Tango in the Night, који је постао највећи успех бенда од албума Rumours и стигао до топ пет у Великој Британији и САД. Кристинина песма „Little Lies", написана у сарадњи са њеним тадашњим супругом Квинтелом, била је највећи хит са албума. Још један Кристинин сингл са албума, „Everywhere", достигао је четврто место у Великој Британији. Године 1990. бенд (сада без Бакингема) снимио је албум Behind the Mask, који је достигао златни статус у САД.
Године 1997. Флитвуд Мек је снимио лајв албум The Dance, који је заузео прво место на листи америчких албума, а Кристин се тада вратила турнејама са бендом.
После The Dance, Кристин се вратила у Енглеску да би била близу своје породице и остала изван погледа јавности до 2000. године, када је прихватила почасни докторат из музике на Универзитету у Гриничу.
У октобру 2013. објављено је да Кристин први пут после девет година снима соло студијски албум. Албум никада није објављен.
Године 2013. Кристин се појавила на бини у Мауију на Хавајима, наступајући са Мик Флитвуд блуз бендом, који је укључивао Мик Флитвуда и бившег гитаристу Флитвуд Мека Рика Вита. Ово је било њено прво појављивање на сцени после 15 година. Касније у септембру, Кристин се придружила Флитвуд Меку на сцени по први пут за 15 година како би одсвирала „Don't Stop" у О2 Арени у Лондону. У јануару 2014. године, Мик Флитвуд је најавио да ће се Кристин поново придружити бенду, и два дана касније званично је објављено да се поново придружила.
Заједнички студијски албум Lindsey Buckingham Christine McVie објављен је 9. јуна 2017. године, а претходио му је сингл „In My World“.

### Друге сарадње
Мекви је певала са Кристофером Кросом на песми „Never Stop Believing" на студијском албуму из 1988. године Back of my Mind, као и са Бобом Велчом на његовој соло песми „Sentimental Lady".

## Приватни живот
Кристин се удала за Џона Меквија 1968. са Питером Грином као кумом. Уместо на меденом месецу, славили су у хотелу у Бирмингему са Џоом Кокером, који је ту одсео, пре него што су кренули на пут са својим бендовима. Пар се развео 1976. године, али су остали пријатељи и задржали професионално партнерство. Кристин се удала за португалског клавијатуристу и текстописца Едија Квинтелу 18. октобра 1986. Квинтела и Кристин су сарађивали на бројним песмама заједно, укључујући „Little Lies“. Развели су се 2003. године, а Квинтела је преминуо 2020. године.
Кристин је преминула од можданог удара у болници 30. новембра 2022. године у 79. години живота. Боловала је од метастатског карцинома непознатог примарног порекла.
Чланица бенда Стиви Никс рекла је да је Кристин била њен „најбољи пријатељ на целом свету“.

## Дискографија

### Соло албуми
| Назив                                                        | Година | Место на листи | Место на листи | Место на листи | Место на листи |
| Назив                                                        | Година | САД            | УК             | АУС            | КАН            |
| ------------------------------------------------------------ | ------ | -------------- | -------------- | -------------- | -------------- |
| Christine Perfect                                            | 1970   | 104            | —              | —              | —              |
| Christine McVie                                              | 1984   | 26             | 58             | 67             | 39             |
| In the Meantime                                              | 2004   | —              | 133            | —              | —              |
| Lindsey Buckingham Christine McVie (with Lindsey Buckingham) | 2017   | 17             | 5              | —              | —              |

### Са Флитвуд Меком
| Назив                   | Година | Место на листи | Место на листи |
| Назив                   | Година | САД            | УК             |
| ----------------------- | ------ | -------------- | -------------- |
| Future Games            | 1971   | 91             | —              |
| Bare Trees              | 1972   | 70             | —              |
| Penguin                 | 1973   | 49             | —              |
| Mystery to Me           | 1973   | 67             | —              |
| Heroes Are Hard to Find | 1974   | 34             | —              |
| Fleetwood Mac           | 1975   | 1              | 23             |
| Rumours                 | 1977   | 1              | 1              |
| Tusk                    | 1979   | 4              | 1              |
| Live                    | 1980   | 14             | 31             |
| Mirage                  | 1982   | 1              | 5              |
| Tango in the Night      | 1987   | 7              | 1              |
| Behind the Mask         | 1990   | 18             | 1              |
| Time                    | 1995   | —              | 47             |
| The Dance               | 1997   | 1              | 15             |

### Синглови
| Назив                                   | Година | Место на листи | Место на листи | Место на листи | Место на листи | Место на листи | Album             |
| Назив                                   | Година | САД Хот 100    | САД Рок        | САД АЦ         | АУС            | КАН            | Album             |
| --------------------------------------- | ------ | -------------- | -------------- | -------------- | -------------- | -------------- | ----------------- |
| "When You Say"                          | 1969   | —              | —              | —              | —              | —              | Christine Perfect |
| "I'm Too Far Gone (To Turn Around)"     | 1970   | —              | —              | —              | —              | —              | Christine Perfect |
| "Got a Hold on Me"                      | 1984   | 10             | 1              | 1              | 55             | 30             | Christine McVie   |
| "Love Will Show Us How"                 | 1984   | 30             | 24             | 32             | —              | —              | Christine McVie   |
| "One in a Million" (with Steve Winwood) | 1984   | —              | 27             | —              | —              | —              | Christine McVie   |
| "Friend"                                | 2004   | —              | —              | 29             | —              | —              | In the Meantime   |
| "Slow Down"                             | 2022   | —              | —              | —              | —              | —              | Songbird          |